# Lotbinière (Quebec)
| Municipalité de Lotbinière                 |                        |
| Igreja de Saint-Louis                      |                        |
| Coordenadas: 46°37' N 71°56'W              |                        |
| Província                                  | Quebec                 |
| Região administrativa                      | Chaudière-Appalaches   |
| Incorporado em                             | 1 de janeiro 1979      |
| Prefeito                                   | Maurice Sénécal        |
| Código postal                              | G0S 1S0                |
|                                            |                        |
| Área                                       |                        |
| - Cidade                                   | 78,5 km², 30,3 mi²     |
| Fuso horário                               | UTC -5                 |
| População (2006)                           |                        |
| - Cidade                                   | 906                    |
| - Densidade                                | 12 hab/km², 30 hab/mi² |
| Website: www.municipalite.lotbiniere.qc.ca |                        |

Lotbinière é um município canadense da Regionalidade Municipal de Lotbinière, Quebec, localizado na região administrativa de Chaudière-Appalaches. Em sua área de pouco mais de setenta e oito quilómetros quadrados, habitam cerca de novecentas pessoas.
Lotbinière está em um planalto com vista para o Rio São Lourenço, por seu lado sul, cerca de cinqüenta quilômetros da cidade de Quebec. Lotbinière hoje vive principalmente da agricultura.

## História

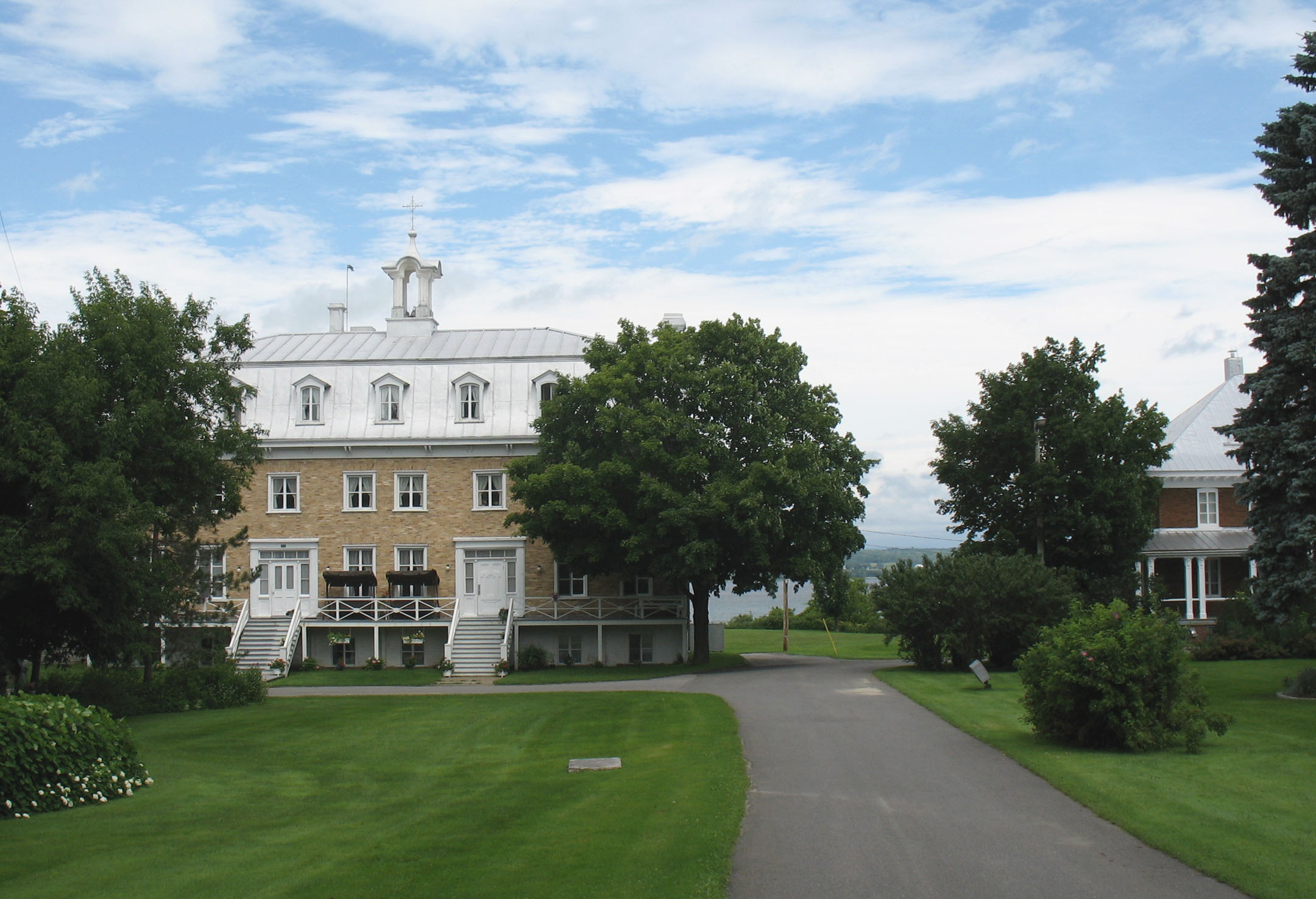

Concedido em 1672 ao Senhor Louis Chartier de Lotbinière (cujo descendente Henri-Gustave Joly de Lotbinière foi Primeiro Ministro de Quebec entre 1878-1879) ela tem um belo conjunto de casas de pedra antigas protegidas pela Lei do Patrimônio Cultural.
A igreja de Saint-Louis, do início do século XIX, construída de acordo com os planos de renomado François Baillargé, forma com o presbitério, o cemitério e o convento e uma bela combinação com vista para o rio, que se refletem na bela Capela de procession, construída em pedra nos arredores da cidade. Embora a data de constituição atual seja de 1979, quando a paróquia de Saint-Louis-de-Lotbinière e a aldeia de Lotbinière se uniram, a área começou a ser colonizada por franceses no final do século XVII.

## Imagens

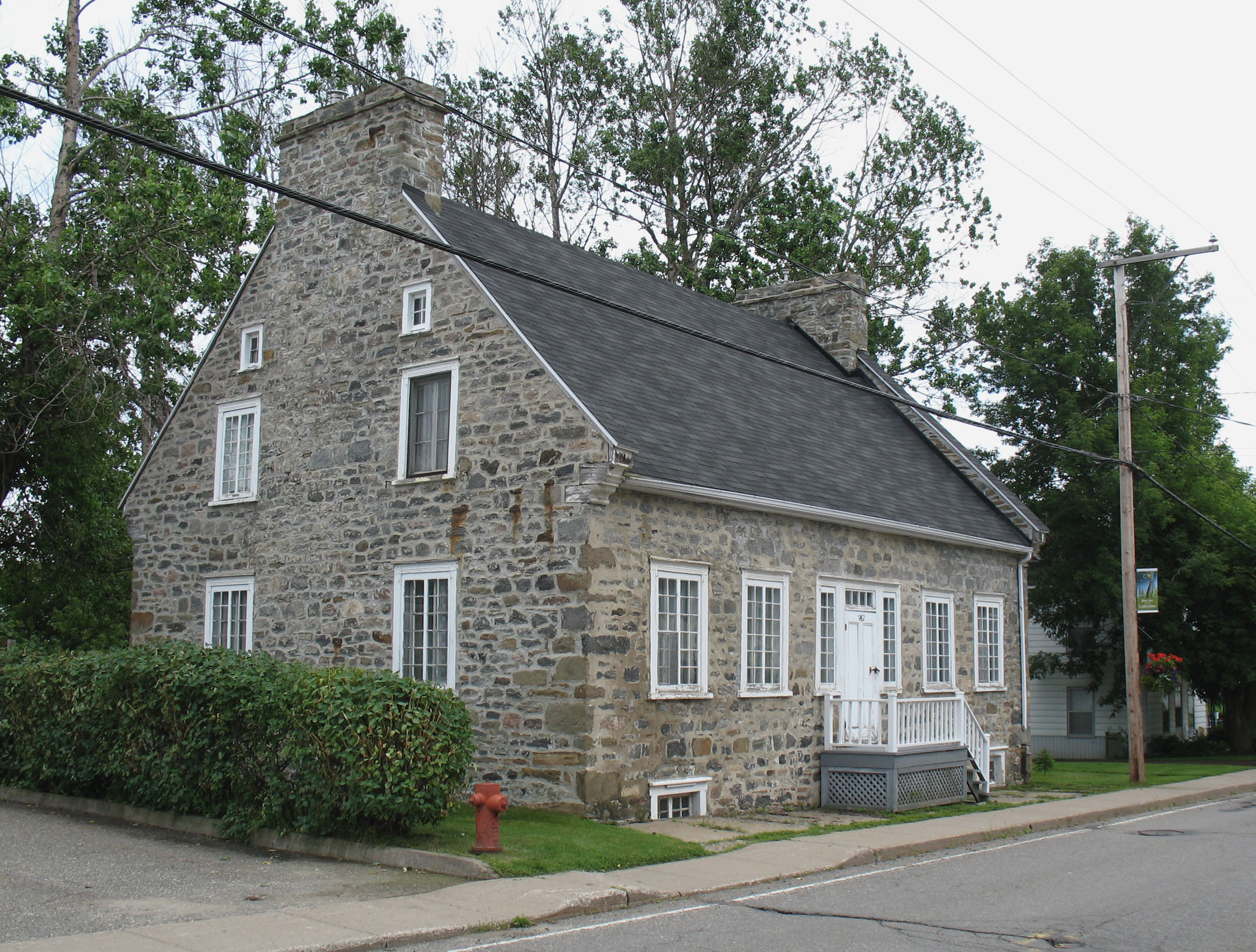
Maison Pagé
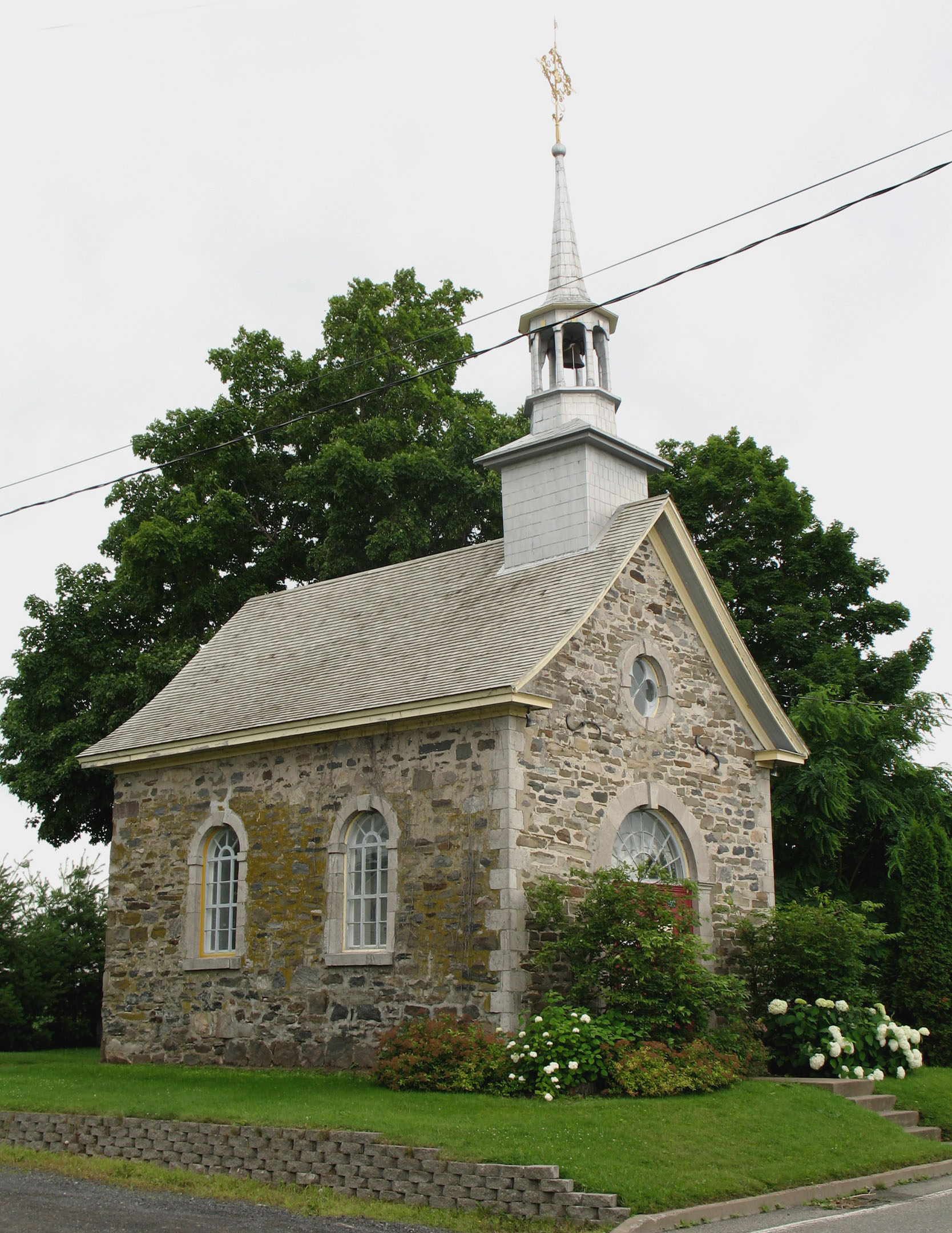
Capela de procession
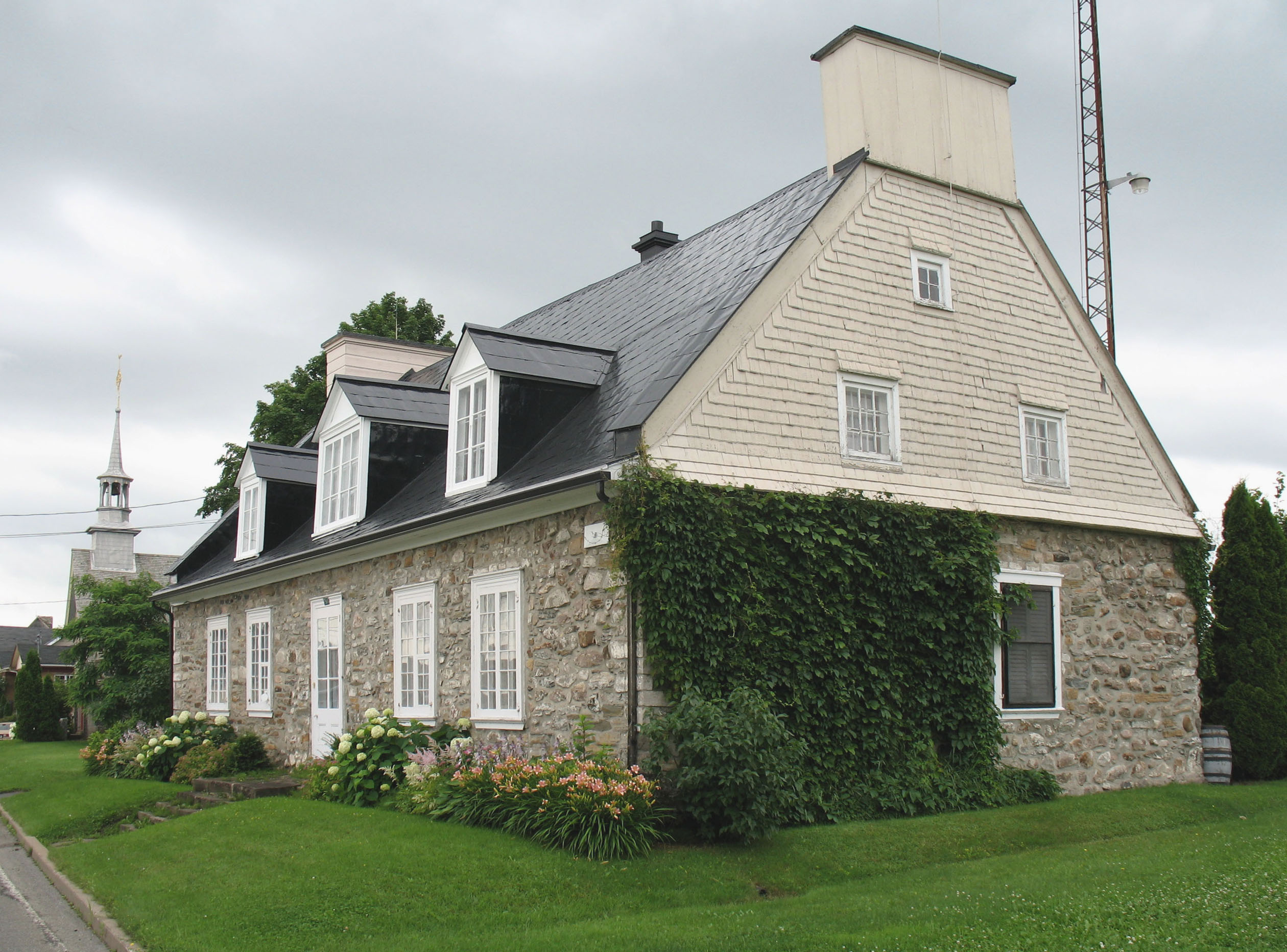
Maison Beaudet